# Szyliszki
Szyliszki (lit. Šeškuškė) – wieś na Litwie, w okręgu wileńskim, w rejonie święciańskim, w gminie Nowe Święciany.
Dawniej używana nazwa – Szyliszki Dolne, Szyliszki I

## Historia
W czasach zaborów wieś w powiecie święciańskim, w guberni wileńskiej Imperium Rosyjskiego.
W dwudziestoleciu międzywojennym wieś leżała w Polsce, w województwie wileńskim, w powiecie święciańskim, w gminie Kołtyniany.
W 1931 w 4 domach zamieszkiwało 21 osób.
Od 1945 roku w Litewskiej Socjalistycznej Republice Radzieckiej.
Od 1990 na niepodległej Litwie.
W 2015 roku Szyliszki Dolne zostały połączone z Szyliszkami Górnymi w jedną miejscowość.